# Turkmener (Irak)
Irakiska Turkmener (även stavat som turkoman och turcoman; turkmenska: irak türkmenleri; arabiska: تركمان العراق) är en turkiskt folkgrupp bosatt i norra och östra Irak. Turkmenerna klassas som Iraks tredje största etniska grupp.
Medan den turkiska migrationen till Irak började på 700-talet, följt av seljukernas erövring 1055, är idag de flesta turkmener ättlingar till osmanska soldater, handlare och tjänstemän som fördes in i Irak från Anatolien under det osmanska styret. Irakiska turkmener har nära band med det turkiska folket och identifierar sig inte med turkmenerna i Turkmenistan och Centralasien.